# Proclossiana aphirape
Proclossiana aphirape is een vlinder uit de familie van de Nymphalidae. De wetenschappelijke naam van de soort is voor het eerst geldig gepubliceerd in 1793 door Jacob Hübner.